# 小德意志

1871年排除了奥地利的德意志帝国。俾斯麦选择了小德意志方案统一德意志。

小德意志是為了解決德意志統一而創造的一種方案，兼顧德意志民族主義者的願望與普魯士的利益。

## 內容
該方案屬於19世纪的政治思想，它提倡由霍亨索伦家族统治的普鲁士统一德意志，完全排除走奥地利帝国的人和領土。
在1848年革命初見成功時，法蘭克福議會其實是支持奧地利或普魯士的任何一方來領導大德意志的，但當時的普魯士國王卻明確的給與了拒絕，奧皇則含糊其辭的讓這件事不了了之。
大德意志、大奧地利、德意志二元等方案，尤其是大德意志，在現實中頻頻受阻而無法實現，相比之下小德意志是一種更現實的折中辦法。雖然極端統一派認為這個方案還是不完美，但是对于奉行“現實政治”的普魯士首相俾斯麦等理性的德意志民族主義者而言這是符合各方面利益的最優解。並且，這個方案是國際社會對普魯士所能容忍的極限，如果普魯士再進一步從歐洲獲取土地的話則會引起其它國家的巨大反彈。
普奧戰爭後，奧地利因為自身實力不濟，只能讓手下的匈牙利獨立，兩者共組奧匈帝國；最後，普魯士真的在1871年實現了小德意志方案，既然德意志的民族國家已經化為現實，奧地利不再能成為德國的一份子。
小德意志的思維模式影響力非常持久，即使德意志帝國滅亡了，這種思維依然存在於德國人的心中。到了納粹德國時代，來自奧地利的希特勒統治第三帝國，以復興德意志民族為目標而在歐洲擴張領土，1938年奧地利在納粹威逼下舉行投票，和德國結合。希特勒認為原本的魏瑪共和國只是小德意志，所以在德國合併了奧地利之後就將德國的國名從“德意志國”（Deutsches Reich）升級為了“大德意志帝國”（Grossdeutsches Reich）。納粹德國滅亡特別是兩德重新統一後，奧地利與德國又成為兩個國家。